# محمود الكاشاني
السيد محمود كاشاني (بالفارسية: سید محمود کاشانی) (من مواليد 6 حزيران 1942 م)[بحاجة لمصدر] هو سياسي وأكاديمي وكاتب ومحامي إيراني. وهو أيضًا أستاذ في جامعة الشهيد بهشتي. كان رئيس الوفد الإيراني لدى محكمة العدل الدولية في لاهاي، في هولندا من عام 1981 إلى عام 1985 م. وكان أيضًا مرشحًا للرئاسة في انتخابات عامي 1985 و2001 م.

## الحياة المبكرة والعائلة
وُلد في 6 حزيران 1942 م في طهران، في إيران .[بحاجة لمصدر] والده هو أبو القاسم الكاشاني، وهو رجل دين بارز من الشيعة الاثني عشرية ورئيس سابق لمجلس الشورى الإسلامي. وهو أيضًا الأخ الأكبر لأحمد الكاشاني عضو مجلس الشورى السابق.

## المسيرة السياسية
أسس الكاشاني الحزب الجمهوري الإسلامي مع محمد بهشتي ومحمد جواد باهنر وكان أمينًا عامًا للحزب من عام 1979 إلى عام 1981 م. عُين رئيسًا للوفد الإيراني لدى محكمة العدل الدولية في قضية إيران مع الولايات المتحدة في كانون الأول 1981 من رئيس الوزراء آنذاك محمد علي رجائي، ولكن مير حسين موسوي عزله من منصبه . كان مرشحًا مستقلًا في الانتخابات الرئاسية عام 1985 حيث حصل على 1,402,416 (10.1%) من الأصوات خلف الفائز علي خامنئي. رُشح أيضًا في الانتخابات الرئاسية لعام 2001 والتي خسرها أمام محمد خاتمي وكان في المرتبة الخامسة من بين 10 مرشحين.

## طالع أيضًا
- الحزب الجمهوري الإسلامي
- محكمة العدل الدولية